# Artocarpus albobrunneus
Artocarpus albobrunneus är en mullbärsväxtart som beskrevs av C.C.Berg. Artocarpus albobrunneus ingår i släktet Artocarpus och familjen mullbärsväxter. Inga underarter finns listade i Catalogue of Life.